# Coupe d'Europe des clubs champions de basket-ball 1977-1978
Navigation
Édition précédente Édition suivante
La Coupe d'Europe des clubs champions de basket-ball 1977-1978 est la 21e édition de la Coupe d'Europe des clubs champions de basket-ball masculine, compétition qui rassemble les meilleurs clubs de basket-ball du continent européen,.

## Format de compétition
- 18 équipes (uniquement les champions des ligues nationales européennes), évoluent selon un système de tournoi, en six groupes de trois ou quatre équipes. Le classement final est basé sur les victoires et les défaites. En cas d'égalité entre deux équipes ou plus après la phase de groupes, les critères suivants sont utilisés pour déterminer le classement final : 1) nombre de victoires en confrontation directe entre les équipes ; 2) différence de points entre les équipes ; 3) différence de points au sein du groupe.
- Les six premiers de cette phase de groupe s'affrontent dans une deuxième phase de groupe, suivant les mêmes règles.
- Les deux premiers s'affrontent en finale, en une manche sèche, sur terrain neutre.

## 1rephase de groupe
La première phase se déroule du 13 octobre au 24 novembre 1977.

### Groupe A
| Rang | Équipe             | Pts | J | G | P | Pp  | Pc  | Diff |  | Résultats (dom.\ext.) |        |       |        |
| ---- | ------------------ | --- | - | - | - | --- | --- | ---- |  | --------------------- | ------ | ----- | ------ |
| 1    | Mobilgirgi Varese  | 8   | 4 | 4 | 0 | 388 | 322 | 66   |  | Mobilgirgi Varese     |        | 89-81 | 101-74 |
| 2    | Dinamo Bucarest    | 6   | 4 | 2 | 2 | 364 | 345 | 19   |  | Dinamo Bucarest       | 68-80  |       | 116-80 |
| 3    | SP Federale Lugano | 4   | 4 | 0 | 4 | 349 | 434 | -85  |  | SP Federale Lugano    | 99-118 | 96-99 |        |

### Groupe B
| Rang | Équipe            | Pts | J | G | P | Pp  | Pc  | Diff |  | Résultats (dom.\ext.) |        |        |        |        |
| ---- | ----------------- | --- | - | - | - | --- | --- | ---- |  | --------------------- | ------ | ------ | ------ | ------ |
| 1    | Real Madrid       | 12  | 6 | 6 | 0 | 703 | 436 | 267  |  | Real Madrid           |        | 116-70 | 118-60 | 128-75 |
| 2    | TuS 04 Leverkusen | 10  | 6 | 4 | 2 | 561 | 537 | 24   |  | TuS 04 Leverkusen     | 97-120 |        | 97-71  | 112-75 |
| 3    | T71 Dudelange     | 7   | 6 | 1 | 5 | 433 | 552 | -119 |  | T71 Dudelange         | 63-94  | 78-87  |        | 96-87  |
| 4    | Ginásio CF        | 7   | 6 | 1 | 5 | 454 | 626 | -172 |  | Ginásio CF            | 71-127 | 77-98  | 69-65  |        |

### Groupe C
| Rang | Équipe                  | Pts | J | G | P | Pp  | Pc  | Diff |  | Résultats (dom.\ext.)   |       |       |        |
| ---- | ----------------------- | --- | - | - | - | --- | --- | ---- |  | ----------------------- | ----- | ----- | ------ |
| 1    | ASVEL                   | 7   | 4 | 3 | 1 | 376 | 299 | 77   |  | ASVEL                   |       | 99-71 | 114-73 |
| 2    | CSKA Sofia              | 7   | 4 | 3 | 1 | 317 | 331 | -14  |  | CSKA Sofia              | 75-66 |       | 87-86  |
| 3    | Sutton & Crystal Palace | 4   | 4 | 0 | 4 | 319 | 382 | -63  |  | Sutton & Crystal Palace | 80-97 | 80-84 |        |

### Groupe D
| Rang | Équipe                 | Pts | J | G | P | Pp  | Pc  | Diff |  | Résultats (dom.\ext.)  |        |         |       |         |
| ---- | ---------------------- | --- | - | - | - | --- | --- | ---- |  | ---------------------- | ------ | ------- | ----- | ------- |
| 1    | Alviks BK              | 10  | 6 | 4 | 2 | 541 | 539 | 2    |  | Alviks BK              |        | 88-73   | 74-73 | 92-91   |
| 2    | Zbrojovka Brünn        | 10  | 6 | 4 | 2 | 585 | 557 | 28   |  | Zbrojovka Brünn        | 110-98 |         | 86-64 | 110-102 |
| 3    | Eczacıbaşı Istanbul    | 9   | 6 | 3 | 3 | 504 | 511 | -7   |  | Eczacıbaşı Istanbul    | 85-95  | 98-90   |       | 107-98  |
| 4    | Shopping Centre Vienne | 7   | 6 | 1 | 5 | 573 | 596 | -23  |  | Shopping Centre Vienne | 107-94 | 107-116 | 68-77 |         |

### Groupe E
| Rang | Équipe             | Pts | J | G | P | Pp  | Pc  | Diff |  | Résultats (dom.\ext.) |        |        |        |        |
| ---- | ------------------ | --- | - | - | - | --- | --- | ---- |  | --------------------- | ------ | ------ | ------ | ------ |
| 1    | Jugoplastika Split | 11  | 6 | 5 | 1 | 579 | 520 | 59   |  | Jugoplastika Split    |        | 102-74 | 103-89 | 99-83  |
| 2    | Panathinaïkós      | 11  | 6 | 5 | 1 | 528 | 511 | 17   |  | Panathinaïkós         | 95-82  |        | 87-75  | 73-71  |
| 3    | Budapest Honvéd    | 8   | 6 | 1 | 5 | 543 | 576 | -33  |  | Budapest Honvéd       | 94-102 | 93-103 |        | 106-93 |
| 4    | Śląsk Wrocław      | 8   | 6 | 1 | 5 | 508 | 551 | -43  |  | Śląsk Wrocław         | 85-91  | 88-96  | 88-86  |        |

## 2ephase de groupe
La deuxième phase se déroule du 8 décembre 1977 au 16 mars 1978.
| Rang | Équipe             | Pts | J  | G | P | Pp   | Pc   | Diff |  | Résultats (dom.\ext.) |        |        |         |        |        |        |
| ---- | ------------------ | --- | -- | - | - | ---- | ---- | ---- |  | --------------------- | ------ | ------ | ------- | ------ | ------ | ------ |
| 1    | Real Madrid        | 17  | 10 | 7 | 3 | 1017 | 874  | 143  |  | Real Madrid           |        | 91-87  | 98-77   | 119-84 | 116-77 | 143-94 |
| 2    | Mobilgirgi Varese  | 16  | 10 | 6 | 4 | 896  | 852  | 44   |  | Mobilgirgi Varese     | 87-72  |        | 91-78   | 87-79  | 79-83  | 105-85 |
| 3    | Maccabi Tel-Aviv   | 16  | 10 | 6 | 4 | 919  | 897  | 22   |  | Maccabi Tel-Aviv      | 101-92 | 91-80  |         | 90-80  | 94-74  | 96-88  |
| 4    | ASVEL              | 15  | 10 | 5 | 5 | 914  | 902  | 12   |  | ASVEL                 | 106-90 | 77-90  | 99-88   |        | 112-82 | 106-85 |
| 5    | Jugoplastika Split | 15  | 10 | 5 | 5 | 899  | 962  | -63  |  | Jugoplastika Split    | 72-77  | 117-95 | 112-111 | 89-85  |        | 105-94 |
| 6    | Alviks BK          | 11  | 10 | 1 | 9 | 880  | 1034 | -154 |  | Alviks BK             | 89-119 | 79-95  | 83-93   | 83-85  | 100-87 |        |

## Finale
| 6 avril 1978 |  | Real Madrid | 75–67 | Emerson Varese |  | Olympiahalle, Munich |

## Équipe victorieuse
Joueurs : 
- No 4 Wayne Brabender ( Espagne)
- No 5 Vicente Ramos Cecilio ( Espagne)
- No 6 Cristóbal Rodríguez ( Espagne)
- No 7 Carmelo Cabrera ( Espagne)
- No 8 Samuel Puente ( Espagne)
- No 9 Luis María Prada ( Espagne)
- No 10 Walter Szczerbiak ( États-Unis)
- No 11 Juan Antonio Corbalán ( Espagne)
- No 12 Rafael Rullán ( Espagne)
- No 13 Clifford Luyk ( Espagne)
- No 14 Juan Manuel López Iturriaga ( Espagne)
- No 15 John Coughran ( États-Unis)
- Fernando Romay ( Espagne)
- Joseba Gaztañaga ( Espagne)

Entraîneur :  Lolo Sainz ( Espagne)